# 6774 Vladheinrich
6774 Vladheinrich eller 1988 VH5 är en asteroid i huvudbältet som upptäcktes den 4 november 1988 av den tjeckiske astronomen Antonín Mrkos vid Kleť-observatoriet i Tjeckien. Den är uppkallad efter den tjeckiska astronomen Vladimír V. Heinrich.